# 크로스오버 (음악)

## 개요
크로스오버(crossover)는 다른 장르가 교차한다는 뜻이며, 일반적으로는 클래식 음악과 현대 음악의 장르들의 조합을 의미한다. 

## 발전
전통 음악의 대중성과 접근성을 높이기 위한 전략으로 음악장르를 확장하는 음악적 실험이자 예술적 도전으로 크로스오버 음악이 시도 되었으며 하나의 문화 현상을 만들며 로 발전해나갔다.  
초창기에는 주로 [[클래식] 음악가들이 팝을 노래하거나 연주되는 말로 사용되었으며 주로 1950년대~1960년대 성악가들이 성악곡과 함께 민요와 팝을 부를 때 '크로스오버'라는 말이 등장했다.
1970년대 이후 크로스오버 공연이 활발해지게 되면서 고전과 현재의 조합, 클래식과 현대 음악과의 조합을 가리키는 말이 되었고, 고전 음악 이외에도 여러 가지 다양한 장르의 조합으로 만들어내는 음악을 '크로스오버'로 지칭하게 되었다. 
즉, 다른 범주에 속하는 2개 이상의 음악 장르가 섞어 이루어지면 크로스오버로 볼 수 있다. 
이를테면 특히, 미국에서는 각기 다른 음악 스타일이나 장르를 지닌 둘 이상의 레코드 차트를 등장시킴으로써 다양한 유형의 사람에게 어필할 수 있는 음악 작품이나 공연에 적용하였으며, 1980년대 초 민요를 부르던 컨트리 가수들이 대거 팝차트에 진출한 것이 그 예이다.
퓨전과 크로스오버는 차이를 가지는데, 예를 들어
미국에서는 1970년대 재즈음악가인 마일스 데이비스가 재즈와 록을 결합하여 퓨전 재즈를 만든 것은 하위장르를 만든 것으로 어떤 음악장르에 기반을 두고 장르 확장을 하는 크로스오버와는 그 차이를 가진다.
크로스오버가 대중적으로 알려진 사례는 1980년대 중반 성악가 플라시고 도밍고와 미국 포크음악 가수 존덴버가 퍼햅스러브(Perhaps Love)를 세계적으로 히트를 시킨 것으로 이후 미국에서 크로스오버가 음악적 장르로 보편화 되었다.

## 현재
오늘날에는 대중음악들이 클래식을 변주하고, 클래식 오케스트라가 OST, 팝음악을 크로스오버하는 모습들은 흔하게 볼 수 있다. 국내에서는 국악을 이용한 크로스오버 역시 많이 시도되고 있다.
음악 장르 전반에서 크로스오버 현상이 일어나게 되면서 문화적 현상으로 주목받게 되었고, 이제는 음악을 넘어 대중문화 전반에 걸처 장르를 넘나드는 모습을 크로스오버로 일컫게 되었다.

## 같이 보기
- 크로스오버